# Cobaltneustädtelita
La cobaltneustädtelita és un mineral de la classe dels fosfats. Rep el nom per la seva composició química, contenint cobalt dominant, i per la seva relació amb la neustädtelita.

## Característiques
La cobaltneustädtelita és un arsenat de fórmula química Bi₂Fe3+(Co,Fe3+)(AsO₄)₂(O,OH)₄. Va ser aprovada com a espècie vàlida per l'Associació Mineralògica Internacional l'any 2000. Cristal·litza en el sistema triclínic. La seva duresa a l'escala de Mohs és 4,5.
Segons la classificació de Nickel-Strunz, la cobaltneustädtelita pertany a «08.BK: Fosfats, etc. amb anions addicionals, sense H₂O, amb cations de mida mitjana i gran, (OH, etc.):RO₄ = 2:1, 2,5:1» juntament amb els següents minerals: brasilianita, medenbachita, neustädtelita, curetonita, heyita, jamesita i lulzacita.

## Formació i jaciments
Va ser descoberta a la mina Güldener Falk, a la localitat de Neustädtel, a l'estat de Saxònia, Alemanya. També ha estat descrita en diverses mines properes a la localitat tipus, així com a la mina Espuela de San Miguel, situada a la localitat de Villanueva de Córdoba (Andalusia, Espanya).